# فرانسیس ژام
فرانسیس ژام (به فرانسوی: Francis Jammes) شاعر، رمان‌نویس، نمایش‌نامه نویس و منتقد قرن نوزدهم میلادی اهل فرانسه است.

## شعر
- از نماز بام تا نماز شام (۱۸۹۸)
- سوگواری پامچال‌ها (۱۹۰۱)
- سترده‌ها در آسمان (۱۹۰۶)
- فرانسه شاعرانه‌ام (۱۹۲۶)

## نثر
- کلارا د لبوز (۱۸۹۹)
- آلمائید د ترمون (۱۹۰۱)
- خرگوش (۱۹۰۳)

## سایر آثار
- شعر یک روز
- ژان دونواریو
- غم ها
- در خدا
- منظومه‌های شبانی مسیحی
- رباعی ها
- کاکلی
- چشمه ها
- آتش ها